# Mala Plana
Mala Plana is een plaats in de gemeente Gospić in de Kroatische provincie Lika-Senj. De plaats telt 14 inwoners (2001).